# 山崎勲
山崎 勲（やまざき いさお、1928年7月28日 - 2022年4月25日）は、日本の競輪選手・慈善家。選手現役時は日本競輪選手会高知支部所属。選手登録番号5160で日本競輪学校創設前の期前選手。高知県香美市（旧土佐山田町）出身。
長男の山崎正一も元競輪選手（42期）。

## 競輪選手として
高知県立新制高知高等学校の定時制に在学中、自転車屋に住み込みで働いていたが、1950年に高知競輪場が開設されたことを聞き、同年7月25日に選手として登録。当初は短期間に生活費と将来の学費を稼ぐ目的であったが、1952年に当時の最高位であるA級1班に昇格し、1953年には当時の大阪中央競輪場で開催された第8回全国争覇競輪（現在の日本選手権競輪）決勝で2着に逃げ粘るなど、捲りや先行の戦法を主体として一線級の実力を発揮したことから、その後も選手として活躍し続けた。
選手としてのピークを過ぎた直後、次男の病気（後述）がきっかけで福祉活動の必要性を実感したことから、自ら福祉施設の建設と運営に乗り出すことを決め、それからは自分の賞金を福祉活動の資金とするために走り続け、1986年4月29日の高松競輪B級一般戦8着をもって引退するまで、36年間もの競輪選手としての通算で3195戦674勝を挙げる立派な成績を残した。同年5月7日に選手登録消除。
2022年4月25日、腎不全のため高知市内の病院で死去。

## 福祉活動
1963年に生まれた次男が脳性麻痺を患っていたため、治療のため各地の医療機関を巡り続ける中で、自分と次男のような同じ境遇の人々が安心して生活できる環境を整えたいと思ったことから、自身の呼びかけにより1965年に現在の全国重症心身障害児（者）を守る会高知支部を結成し、地元に障害児を集団で生活させるための施設を建設することを決め、自ら「希望の家」と名づけた施設を開設し、自分の次男を含めた数人を入居させ、経費は自ら競輪で獲得した賞金をも補う形で運営を行っていた。
しかし施設の開設後しばらくして次男は早世してしまうが、このことで山崎はさらに整った設備が必要であることを感じたため、大規模な障害児施設の建設を決心し、実現のために奔走し続けた。
その直後、NHKのドキュメンタリー番組『ある人生』で山崎の活動が放送されたことから、番組を見た全国の視聴者や競輪ファンだけでなく、選手仲間を始めとした競輪関係者からも援助の申し出が相次ぐことになり、また山崎自身も日本自転車振興会（当時）にかけあって施設に対する競輪公益の補助を認めてもらったことから、施設の建設に向けて大きく前進することができた。
こうして土地の購入資金は寄付金と自らの賞金で賄い、建設資金は日本自転車振興会を大半とし自治体などからを含む各種補助金の給付を受け、施設の運営は自ら立ち上げに関わった福祉団体に委任する形で、1970年に重度障害児施設『土佐・希望の家』を南国市に開設させた。
この競輪選手でありながら世間に対し障害児福祉へのあり方を示した活動や実績が認められ、山崎は1971年に第5回吉川英治文化賞を受賞する。さらに同年末にはNHKの第22回紅白歌合戦に審査員として出演し、山崎の存在は競輪選手が競輪の枠を超えて世間に認知された初めてのケースとなった。
その後は障害児施設の運営が安定したことから、障害児向けの通院施設などの実現に重きを置くことになり、1983年に『土佐・希望の家』施設運営団体の理事長に就任した後の1986年に競輪選手を引退してからは、福祉活動に専念して他の福祉施設の開設や運営にも関わった。なお2002年に理事長を退任し、2009年現在は顧問となっている。
高知競輪場では山崎の引退直後から、その多大な功績を讃えるため、年に一度『山崎勲杯』を開催している。

## 参考資料
- 山崎勲著・高知新聞社編『愛と銀輪』社会福祉法人高知心身障害児・者福祉協会 1986年
- 『競輪三十年史』日本自転車振興会

## 文献
- 砂田弘・林夏介『ペダルに希望を乗せて 障害をもつ子どもたちのためにはしる競輪選手』PHP研究所 1985年
- 四方洋『「いのち」の開拓者 福祉現場の人間の記録』共同通信社 1998年 ISBN 4764104091
- 名越眞之『品格ある日本人 私たちはどのように行動すれば美しいか』PHP研究所 2007年 ISBN 4569696406
- NHK『ある人生』1968年
- NHK『ふるさとネットワーク ジャンが聞こえる ある競輪選手の30年』1984年